# Gustaf Fredrik Lewenhaupt
Gustaf Fredrik Lewenhaupt, död 10 februari 1723, var en svensk greve och general.

## Biografi
Lewenhaupt var son till generalen och riksrådet greve Ludvig Wierich Lewenhaupt och hans hustru grevinnan Charlotta Susanna Maria zu Hohenlohe-Neuenstein und Gleichen. Han blev student vid Lunds universitet 1671 därefter 1675 i Uppsala universitet, och 1680 i Rostocks universitet, och disputerade 1682 i Rostock. År 1684 utnämndes han till ambassadkavaljer vid Conrad Gyllenstiernas ambassad till Moskva. Efter återkomsten från sina utländska resor gifte han sig 1686 utan kungens tillstånd med sin kusin, Anna Catharina Lewenhaupt, och de måste för att undgå åtal lämna landet.
År 1687 blev han ryttmästare i fransk tjänst. År 1691 utnämndes Lewenhaupt till överste för det av honom själv värvade och uppsatta regementet "Hohenlohe und Gleichen" i venetiansk tjänst där han stannade till 1697. Han erhöll vid avskedet från sin venetianska tjänst för sina tappra insatser en guldkedja och 600 dukaters årlig pension, under villkor att vart tionde år visa sig i Venedig. År 1698 fick han åter tillstånd att återvända till Sverige.
År 1701 utsågs Lewenhaupt till överste för Västgöta tre- och femmänningsregemente till häst, och 1710 befordrades han till generalmajor. Han deltog i slaget vid Helsingborg och slaget vid Gadebusch. År 1719 befordrades han till generallöjtnant.

### Familj
Lewenhaupt gifte sig 10 juli 1686 på Nynäs i Bälinge församling med Anna Catharina Lewenhaupt (1661–1740). Hon var dotter till riksrådet Carl Mauritz Lewenhaupt och Anna Maria Cruus af Edeby. De fick tillsammans barnen Christina Ludvig Marius Lewenhaupt (1688–1692), greven Carl Fredrik Francois Lewenhaupt (1689–1753), Charlotta Maria Susanna Lewenhaupt (1690–1690) och Eva Maria Lewenhaupt (1697–1754) som var gift med landshövdingen Gabriel Gyllengrip.

## Fotnoter
1. 1 2 3 4 5 6 7 8  Gustaf Elgenstierna, Den introducerade svenska adelns ättartavlor, vol. 4, Norstedts förlag, 1928, s. 611, läst: 7 januari 2023.[källa från Wikidata]
2. ↑  Se inskrivning av Gustaf Fredrik Lewenhaupt i Rostocker Matrikelportal
3. ↑  Elgenstierna Gustaf, red (1928). Den introducerade svenska adelns ättartavlor 4 Igelström-Lillietopp. Stockholm: Norstedt. sid. 611. Libris 10076751